# Anna (Ohio)
Pour les articles homonymes, voir Anna.
Anna est un village du comté de Shelby, dans l'État de l'Ohio, aux États-Unis.
Sa population était de 1 567 habitants en 2010.